# Maria Trappgränd

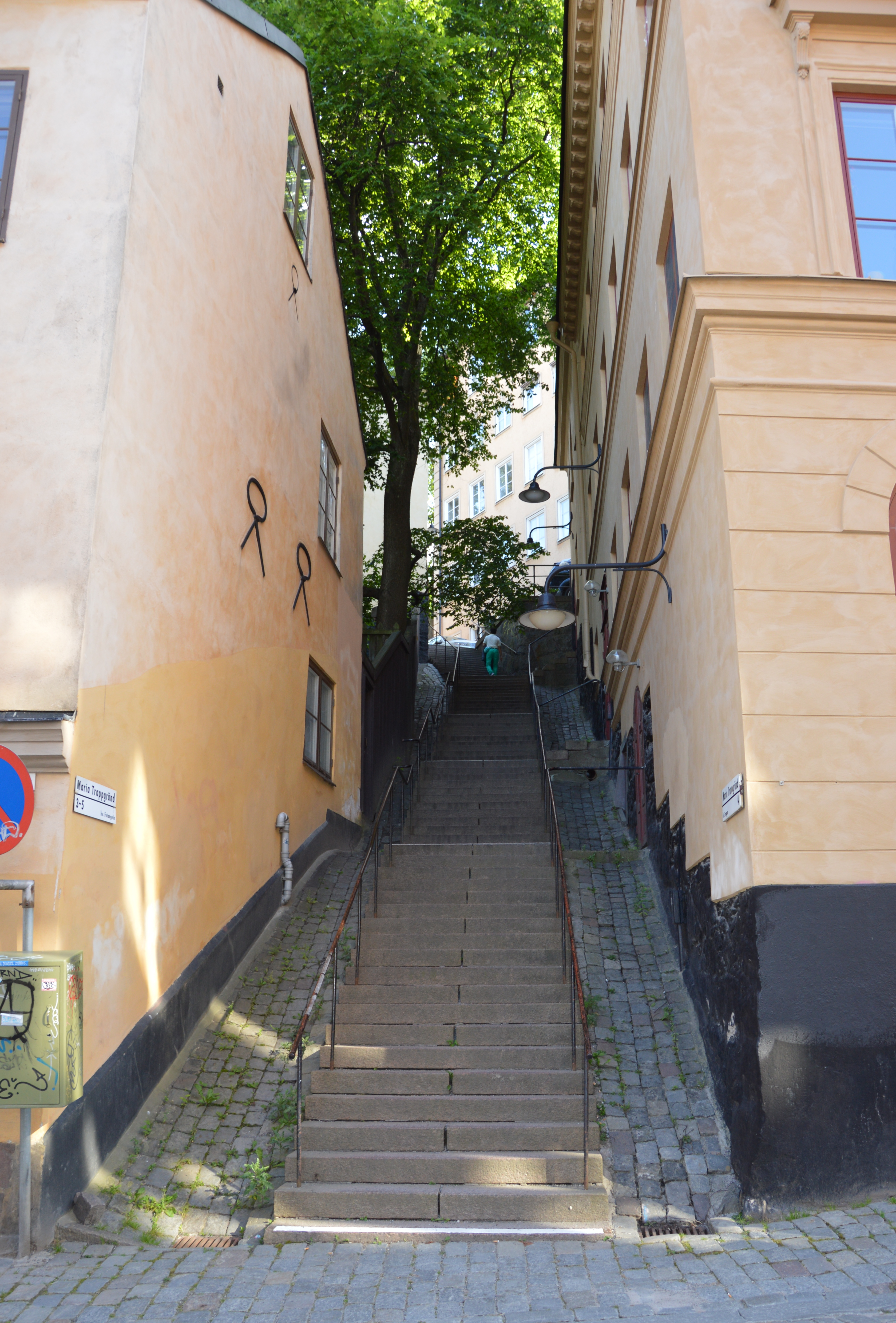
Maria Trappgränd, Blick nach Süden an der Kreuzung mit der Bastugatan

Maria Trappgränd ist eine Gasse in der schwedischen Hauptstadt Stockholm.

## Lage
Die Gasse liegt im Stadtviertel Mariaberget im Nordwesten der Insel Södermalm. Sie verläuft über etwa 150 Meter von der Straße Söder Mälarstrand steil bergauf nach Süden, kreuzt die Bastugatan und die Brännkyrkagatan und mündet in die Hornsgatan. In ihrem nördlichen Teil ist sie nur als Treppe ausgestaltet.

## Geschichte
Den Namen Maria Trappgränd erhielt die Gasse im Zuge einer Namensrevision der Stockholmer Straßen im Jahr 1885. Zuvor war der Name Trappgänden gebräuchlich. Im Jahr 1679 ist der Name Trappe Stijgen erwähnt. Im 18. Jahrhundert bestand der Name Kyrkosteget, da sich gegenüber der Einmündung auf die Hornsgatan die Sankt-Maria-Magdalena-Kirche befindet.